# Carex saxatilis
Carex saxatilis er en art af Star kendt under det danske navn Blank Star.

## Udbredelse
Blank Star har en cirkumboreal udbredelse, og forekommer på hele den nordlige halvkugles nordlige breddegrader. Den forekommer i Alaska, i stort set hele Canada til Grønland og i Eurasien. I Nordamerika forekommer den i højderne så langt sydpå som Utah og Colorado.

## Beskrivelse
Denne star er variabel i udseende, men genkendelig. Den har krybende jordstængel, som danner 80 - 90 centimeter høje glatten og foroven ru stængler med blade som er 3 - 4 mm brede. Blomsterstanden består af 1 linje- til kølleformet hanaks og 1-3 hunaks, hvor af det nedre kan være langstilket eller hængende.

## Habitat og økologi
Denne star er en dominerende eller codominerende art i flere typer af vådområder, sammen med andre Starer. I mere sydlige egne forekommer den nær vandløb og søer. Den konkurrerer muligvis ikke succesfuldt med anden vegetation i sydlige områder, og findes derfor kun på de vådeste levesteder, hvor andre planter ikke kan vokse. Den vokser i vand eller mættede substrater, men nogle gange på tørre steder som enge. Det kan være forbundet med Calamagrostis canadensis, Deschamsia caespitosa, Potamogeton gramineus.